# Altihoratosphaga hanangensis
Altihoratosphaga hanangensis är en insektsart som beskrevs av Hemp, C. 2010. Altihoratosphaga hanangensis ingår i släktet Altihoratosphaga och familjen vårtbitare. Inga underarter finns listade i Catalogue of Life.